# Медаль «В память о войне 1940—1945»
Медаль «В память войны 1940—1945» (фр. Médaille commémorative de la guerre 1940–1945, нидерл. De Herinneringsmedaille van de Oorlog 1940–1945) — бельгийская награда. Была учреждена королевским указом принца-регента Шарля от 16 февраля 1945 года для награждения бельгийских военнослужащих, участвовавших во Второй мировой войне. Также вручалась членам бельгийского Сопротивления и военнослужащим бельгийского торгового флота на стороне Союзников. Более поздние указы разрешили присуждать его иностранным получателям бельгийской Военного креста.

## Описание награды

### Знак отличия
На аверсе круглой бронзовой медали диаметром 38 мм, была большая буква V, означающая Победу, с рельефным рычащим львом, слева внизу был год «1940», справа — "1945". Лавровый венок шириной 3 мм окружал всю медаль как на аверсе, так и на реверсе.
На реверсе, в выпуклом круге шириной 5 мм, рельефная надпись на французском «MEDAILLE COMMEMORATIVE» в верхней половине и голландская «HERINNERINGSMEDAILLE» в нижней. В центре выпуклого круга расположены две горизонтальные полосы с надписью «DE LA GUERRE» и «VAN DER OORLOG». В центре, между двумя горизонтальными полосами, рельефные годы «1940–1945».
Медаль подвешивалась на кольце через боковую подвесную петлю из жёлтой шёлковой муаровой ленты шириной 37 мм с краевыми полосами по 8 мм, состоящей из полос по 2 мм жёлтого, чёрного, и белых цветов, причём жёлтая находилась ближе всего к краям.

### Ленточные украшения
Множество ленточных украшений, разрешенных для ношения:
- Скрещённые сабли, обозначающие боевую службу в кампании 1940 года или службу в вооружённом Сопротивлении;
- Скрещенные якоря, обозначающие морскую боевую службу;
- Перекрещенные молнии, обозначающие службу в разведке;
- Маленький лев, обозначающий упоминание в депешах;
- Красный эмалевый крест, обозначающий боевое ранение;
- Бронзовые полосы, обозначающие годы пребывания в плену;
- Звезда, обозначающая колониальные войска;
- Корона, обозначающая добровольца;
- Несколько застёжек кампаний (некоторые прямоугольные, некоторые эллиптические):
  - Прямоугольные застежки:

- Ardennes
- Ardennes Belges
- Atlantique Nord
- Bataille D'Angelterre
- Battaille de Belgique 1940
- Beauquesne
- Belgique
- Campagne D'Allemagne
- Campagne De Hollande
- Canal Albert
- Canal Albert-Kanne
- Canal De Terneuzen
- Canal de Wessem
- Dieppe
- Emden
- Escaut
- Flandres 1940
- Frontiere
- Italie
- Knesselare
- La Dendre 1940
- La Gette
- La Lys 1940
- Liege 1940
- Manche
- Namur 1940
- Nevele
- Normandie
- Oldenburg
- Ronsele
- Vinkt
- Walcheren
- Winterbeek
- Yougoslavie
- Zelzate
- Zwijndrecht

- - Эллиптические застежки:
    - Allemagne 1944–1945
    - France 1944
    - Pays-Bas 1944–1945
    - Tchecoslovaquie 1945
    - Ardennes 1944–1945.